# Freddie Stroma
Freddie Stroma, właściwie Frederic Wilhelm Sjöström (ur. 8 stycznia 1987 w Londynie) – brytyjski aktor i model z korzeniami niemieckimi i szwedzkimi.

## Życiorys
Freddie Stroma urodził się 8 stycznia 1987 w Londynie jako Frederic Wilhelm Sjöström. Ma starszą siostrę i młodszego brata. Jego ojciec jest Szwedem, a matka Niemką. Uczęszczał do szkoły z internatem w Radley College. Karierę aktorską rozpoczął w 2006 roku. Jego najbardziej znaną rolą jest rola Cormaca McLaggena w filmach Harry Potter i Książę Półkrwi, Harry Potter i Insygnia Śmierci: Część I, Harry Potter i Insygnia Śmierci: Część II. Użyczył również głosu tej postaci w grze Harry Potter i Książę Półkrwi. W 2011 roku wystąpił w filmie pt. Kopciuszek: W rytmie miłości. Pracuje również jako model.
Ma 181 cm wzrostu.

## Filmografia
- Mayo (2006) jako Lucas Harper (1 odcinek)
- Na sygnale (Casualty, 2006) jako James Huppert (1 odcinek)
- The Last Flight to Kuwait (2007) jako Gregor Schatz
- Lady Godiva (2008) jako Matt
- Harry Potter i Książę Półkrwi (Harry Potter and the Half-Blood Prince, 2009) jako Cormac McLaggen (głos, gra komputerowa)
- Harry Potter i Książę Półkrwi (Harry Potter and the Half-Blood Prince, 2009) jako Cormac McLaggen
- 4.3.2.1 (2010) jako Cool Brett
- Harry Potter i Insygnia Śmierci: Część I (Harry Potter and the Deathly Hallows: Part 1, 2010) jako Cormac McLaggen
- Harry Potter i Insygnia Śmierci: Część II (Harry Potter and the Deathly Hallows: Part 2, 2011) jako Cormac McLaggen
- Kopciuszek: W rytmie miłości (A Cinderella Story: Once Upon a Song, 2011) jako Luke Morgan
- Pitch Perfect (2012) jako Luke
- The Philosophers (2013) jako Jack
- Extraterrestrial (2014) jako Kyle
- Unreal (2014) jako Adam